# عبد الله ديرو إسحاق
عبد الله ديرو إسحاق (بالصومالية: Cabdalle Deeroow Isaaq)‏ (1950 - 2006) سياسي صومالي، شغل منصب أول رئيس للبرلمان الانتقالي بعد إنشاء الحكومة الوطنية الانتقالية الصومالية في الفترة بين عامي 2000 و 2003، تقلد فيما بعد منصب وزير الشؤون الدستورية والفيدرالية في ظل الحكومة الاتحادية الانتقالية، واغتيل في يوليو 2006.

## مسيرته السياسية
كان ديرو عضوًا في عشيرة رحنوين وكان ممثلًا للعشيرة في مؤتمر السلام الوطني الصومالي عام 2000 [الإنجليزية] (مؤتمر جيبوتي). وانتخب رئيسًا للبرلمان الذي انتخب قادة الحكومة الوطنية الانتقالية في 20 أغسطس 2000، وترأس جلسة انتخاب عبد القاسم صلاد حسن رئيسًا للحكومة الوطنية الانتقالية في مؤتمر جيبوتي.
في أغسطس 2003، استُبعد ديرو من منصب رئيس البرلمان، وهو القرار الذي اعتبره ديرو غير شرعي لأن ولاية الحكومة الوطنية الانتقالية كانت قد انتهت بالفعل في وقت سابق من الشهر. في عام 2004، عُيّن ديرو وزيرًا للشؤون الدستورية والفيدرالية في الحكومة الفيدرالية الانتقالية، التي قادها الرئيس عبد الله يوسف أحمد.

## اغتياله
في 28 يوليو 2006، اغتيل عبد الله ديرو إسحاق بعد أدائه صلاة الجمعة في أحد مسجاد بيدوا، المقر المؤقت للحكومة الفيدرالية الانتقالية، حيث أطلق مسلح النار عليه وأرداه قتيلاً. وعلى إثر ذلك اندلعت أعمال شغب في شوارع المدينة احتجاجًا على مقتله. وردًا على ذلك، بدأت السلطات حملة أمنية صارمة.